# Chandela
El Chandeles de Jejakabhukti foren una dinastia rajput a l'Índia Central. Van governar bona part del Bundelkhand (llavors anomenat Jejakabhukti) entre el segle IX i el segle xiii.
El Chandeles inicialment governaven com a feudataris dels Gurjara-Pratihares de Kanyakubja (Kannauj). El governant Chandela del segle x, Yashovarman, va esdevenir pràcticament independent, tot i que va continuar reconeixent la sobirania Pratihara. Al temps del seu successor Dhanga, els Chandeles havien esdevingut un poder sobirà. El seu poder va ascendir o decaure segons el resultat de les batalles que lliuraven contra les dinasties veïnes, especialment els Paramares de Malwa i els Kalachuris de Tripuri. Del segle xi cap endavant, els Chandeles va fer front a incursions de les dinasties musulmanes del nord, incloent els Gaznèvides i els Gúrides. El poder Chandela efectiu va acabar al voltant del començament del segle xiii, després de les invasions dels chauhans o chahamana i dels gúrides.
El Chandeles són coneguts pel seu art i arquitectura, més notablement pels temples de la seva original capital Khajuraho. També van construir un nombre de temples, reserves d'aigua, palaus i forts a altres llocs, incloent la seva fortalesa de Ajaigarh, Kalinjar i la seva darrera capital Mahoba.

## Origen
El Chandeles estan inclòs en la llista de 36 clans Rajputs en diversos textos, incloent el Varna Ratnakara, Prithviraj Raso i Kumarapala-charita. Com altres dinasties Rajputs, el seu origen està enfosquit per llegendes mítiques.
Els rècords epigràfics de la dinastia, així com textos com el Balabhadra-vilasa i Prabodha-chandrodaya, reclamen que els Chandeles va pertànyer a la legendaria dinastia Lunar (Chandravansha). El Balabhadra-vilasa també anomena Atri entre els seus avantpassats. Una inscripció de Khajuraho descriu al rei Chandela, Dhanga, com a membre del clan Vrishni dels Yadaves (qui també reclamaven ser membres de la dinastia Lunar).
La llegenda de Hemavati explica l'ascendència Lunar dels Chandeles de la manera següent: Hemavati, filla de Hemraj, el sacerdot real (Raj Purohit) de Kashi. Tenia tan sols 16 anys.
Un nit Hemavati estava prenent un bany en un estany anomenat "Rati-Talab" i mentre estava nedant en l'aigua el déu-lluna Chandrama la va veure i va quedar enlluernat davant tanta perfecció. Va quedar tan fascinat que no va resistir la temptació i va decidir baixar a la terra per conèixer-la en persona. Tots dos es van enamorar a l'instant i va ser així que aquesta nit van consumar el seu amor amb molta passió.
Però després d'això Hemavati es va adonar que el déu-lluna partiria de la terra abandonant-la i es va enfadar, de tal manera, que va començar a maleir Chandrama. El déu-lluna va percebre que l'enuig que havia ocasionat en Hemavati era enorme i va voler consolar-la. Li va dir que d'aquesta unió feliç que havien mantingut naixeria un rei la fama i valor del qual seria reconeguda en el món sencer. Però això no va conformar a la donzella perquè va percebre que la seva reputació i el seu bon nom havien estat maculats i, per tant, seria molt desgraciada en la seva vida. El déu-lluna li va reiterar que el seu futur fill seria un gran rei, que construiria temples magnífics envoltats per llacs i bells jardins. A més després de diversos triomfs guerrers realitzaria un "bhandya yagyan" (cerimònia religiosa) per esborrar la culpa i la estigma social que ella ara sentia.
Chandrama li va donar instruccions precises a Hemavati dient-li que "havia de sortir cap a l'oest, fins als boscos de khajurs", lluny de Benarés i que en aquest lloc per fi naixeria el seu fill, a prop del riu Karanavati.
El nen nascut va ser anomenat Chandravarman, va resultar ser brillant, valent i fort com el seu pare Chandrama ho havia anunciat.
Chandravarman des de molt jove va anar guanyant moltes batalles i es va convertir en un governant poderós de Mahoba, va estendre el seu territori i va construir una fortalesa a Kalinjara. Després d'una important batalla guanyada al governant Raja Indrajit (Gaharwar o Gahadwara raja de Varanasi o Kashi) aquest territori va passar a formar part del seu regnat Chandela. Després d'obtingut aquest triomf Chandravarman va poder realitzar la cerimònia religiosa "bhandya yagyan" perquè la seva mare quedès alliberada de la estigma social i de la culpa que li havia ocasionat la trobada sexual amb Chandrama, el seu pare celestial.
I, per fi, després de realitzada la cerimònia va poder concretar el desig de la seva mare al ordenar l'inici de la construcció de 85 temples a Khajuraho; el seu gran executor va ser Vishvakarma.
Tanmateix, els rècords oficials dels Chandeles no esmenten Hemavati. R. K. Dikshit rebutja tals llegendes com "invencions i imaginacions dels poetes".
Segons una teoria, els Chandeles eren d'origen tribal, emparentats als Gonds. Adoraven a Maniya, una deessa tribal, els temples de la qual són localitzats a Mahoba i Maniyagadh.

## Història

### Primers Governants
El Chandeles eren al principi vassalls dels Gurjara-Pratihares. Nannuka (rei vers. 831-845) fou el fundador de la dinastia, sent el governant d'un regne petit centrat al voltant de Khajuraho.:22
Segons les inscripcions Chandeles, el successor de Nannuka, Vakpati, va derrotar diversos enemics. Els fills de Vakpati, Jayashakti (Jeja) i Vijayashakti (Vija) van consolidar el poder Chandela. Segons una inscripció de Mahoba el territori Chandela va ser anomenat "Jejakabhukti" per Jayashakti. El successor de Vijayashakti, Rahila, és considerat el triomfador en diverses victòries militars en algunes inscripcions d'elogi. El fill de Rahila, Harsha va tenir un paper important en la restauració del govern del rei Pratihara, Mahipala, possiblement després d'una invasió Raixtrakuta o després d'un conflicte de Mahiapala conflicte amb el seu germanastre Bhoja II.

### Ascens a poder sobirà
El fill d'Harsha, Yashovarman (rei 925-950) va continuar reconeixent la sobirania Pratihara, però va esdevenir pràcticament independent.Va conquerir la fortalesa important de Kalanjara. Una inscripció del 953-954 a Khajuraho li atribueix diversos èxits militars, incloent contra els Gaudes (identificats com els Pales), els Khases, el Chedis (els Kalachuris de Tripuri), el Kosales (possiblement els Somavamshis), els Mithiles (possiblement un pertit governant feudatari), els Malaves (identificats amb els Paramares), els Kurus, els Kaixmiris i el Gurjares. Aquestes reclamacions semblen exagerades i reclamacions similars de les extenses conquestes a l'Índia del nord es troben també en els rècords d'altres reis contemporanis com el rei Kalachuri Yuvaraja i el Raixtrakuta Krishna III. El regnat de Yashovarman va estar marcat pel començament de la famosa era Chandela d'art i arquitectura. Va encarregar el temple de Lakshmana a Khajuraho.
A diferència de les primeres inscripcions Chandeles, els rècords del successor de Yashovarman, Dhanga (rei 950-999) ja no esmenta cap sobirania Pratihara. Això indica que Dhanga formalment va establir la sobirania Chandela. Una inscripció de Khajuraho reclama que els governants de Kosala, Kratha (part de la regió de Vidarbha), Kuntala, i Sinhala van escoltar humilment les ordres dels agents de Dhanga. També reclama que les mullers dels reis d'Andhra, Anga, Kanchi i Raḍha van estar a les seves presons arran del seu èxit en guerres. Aquests apareixen per ser exageracions d'elogi per un poeta de la cort, però suggereixen que Dhanga va emprendre campanyes militars extenses. Com el seu predecessor, Dhanga també va encarregat un magnífic temple a Khajuraho, el qual és identificat com el temple de Vishvanatha.
El successor de Dhanga, Ganda, sembla que va retenir el territori que va heretar. El seu fill Vidyadhara va matar el rei Pratihara de Kannauj (possiblement Rajyapala) per haver fugit de la seva capital en comptes de lluitar contra la invasió Gaznèvida de Mahmud de Ghazni. Mahmud més tard va envair el regne de Vidyadhara; segons els invasors musulmans, aquest conflicte va acabar amb Vidyadhara pagant tribut a Mahmud. Vidyadhara va fer construir el temple de Kandariya Mahadeva.

L'art i l'arquitectura chandela van assolir el seu zenit durant aquest període. El temple de Lakshmana (vers 930–950), el temple de Vishvanatha (vers 999-1002) i el temple de Kandariya Mahadeva (vers 1030) va ser construït durant els regnats de Yashovarman, Dhanga i Vidyadhara respectivament. Aquests temples d'estil Nagara són representatius del estil desenvolupat plenament a Khajuraho.

temples de Khajuraho en estil Nagara
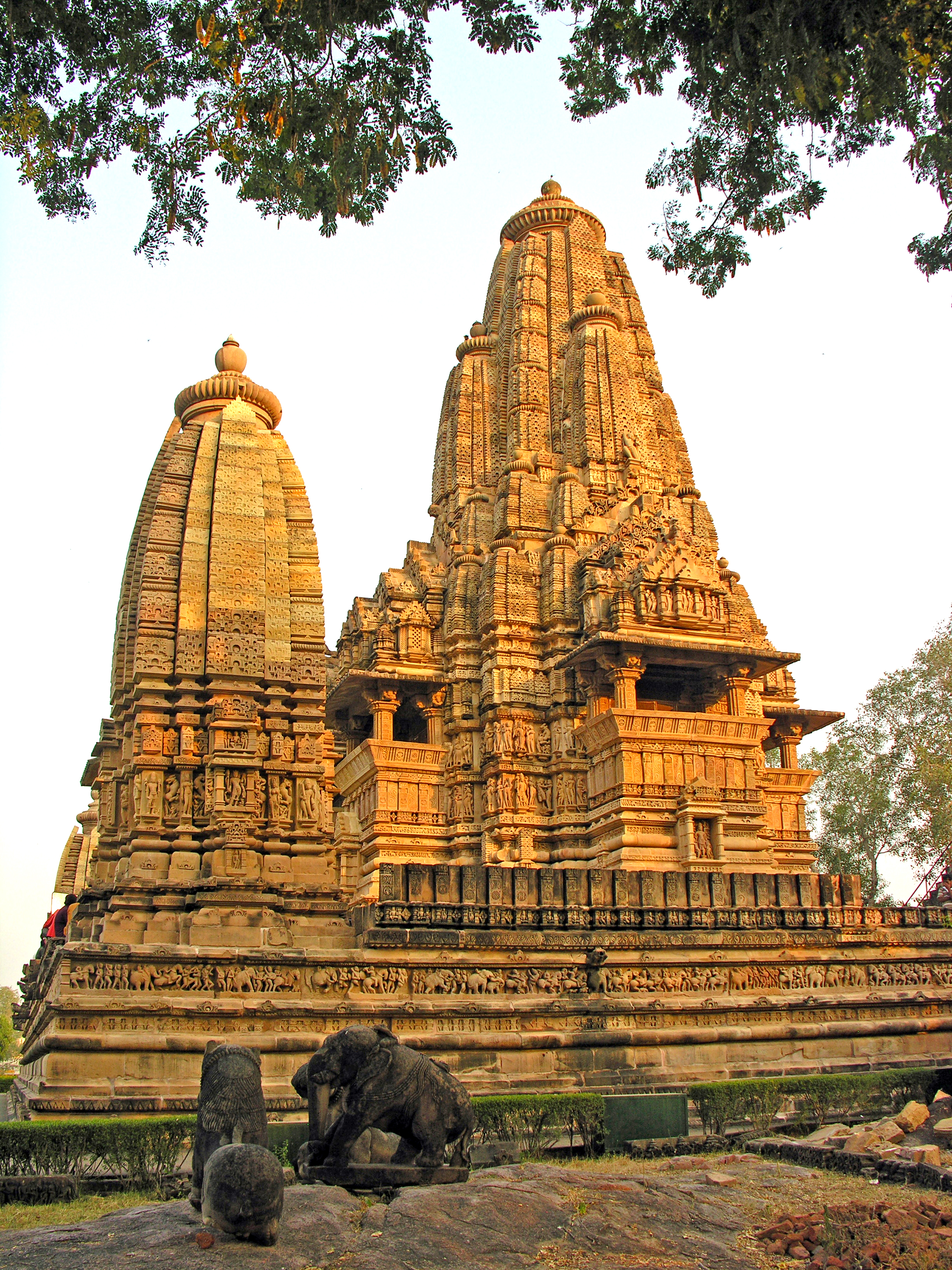
Lakshmana Temple
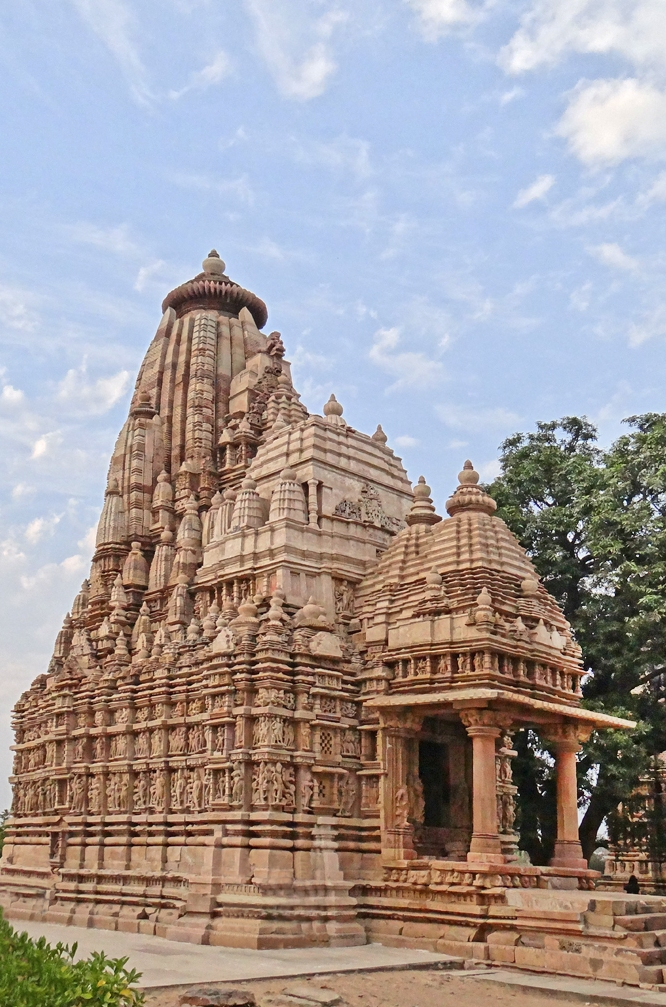
Parshvanath Temple
Vishvanatha Temple
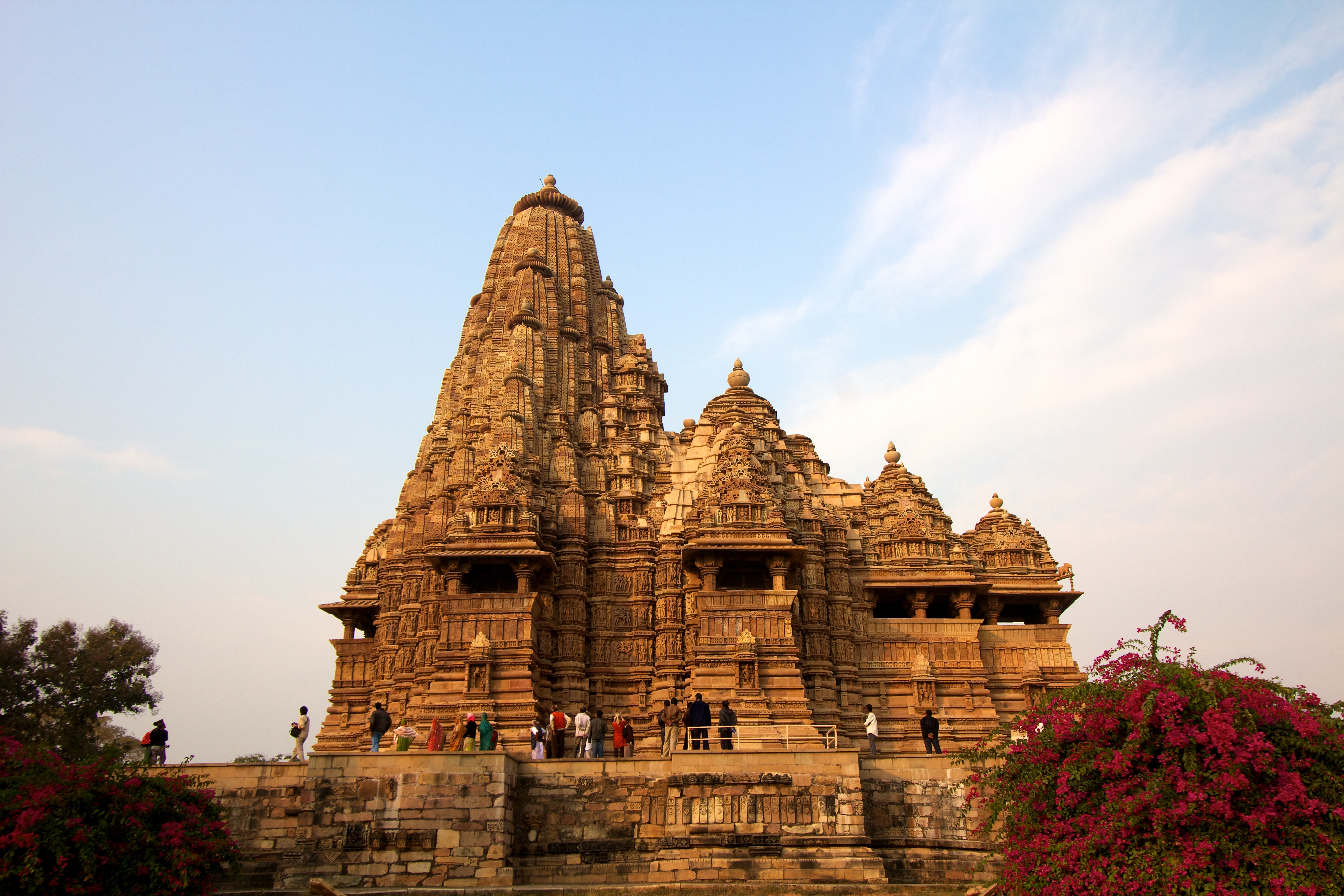
Kandariya Mahadeva Temple

### Decadència

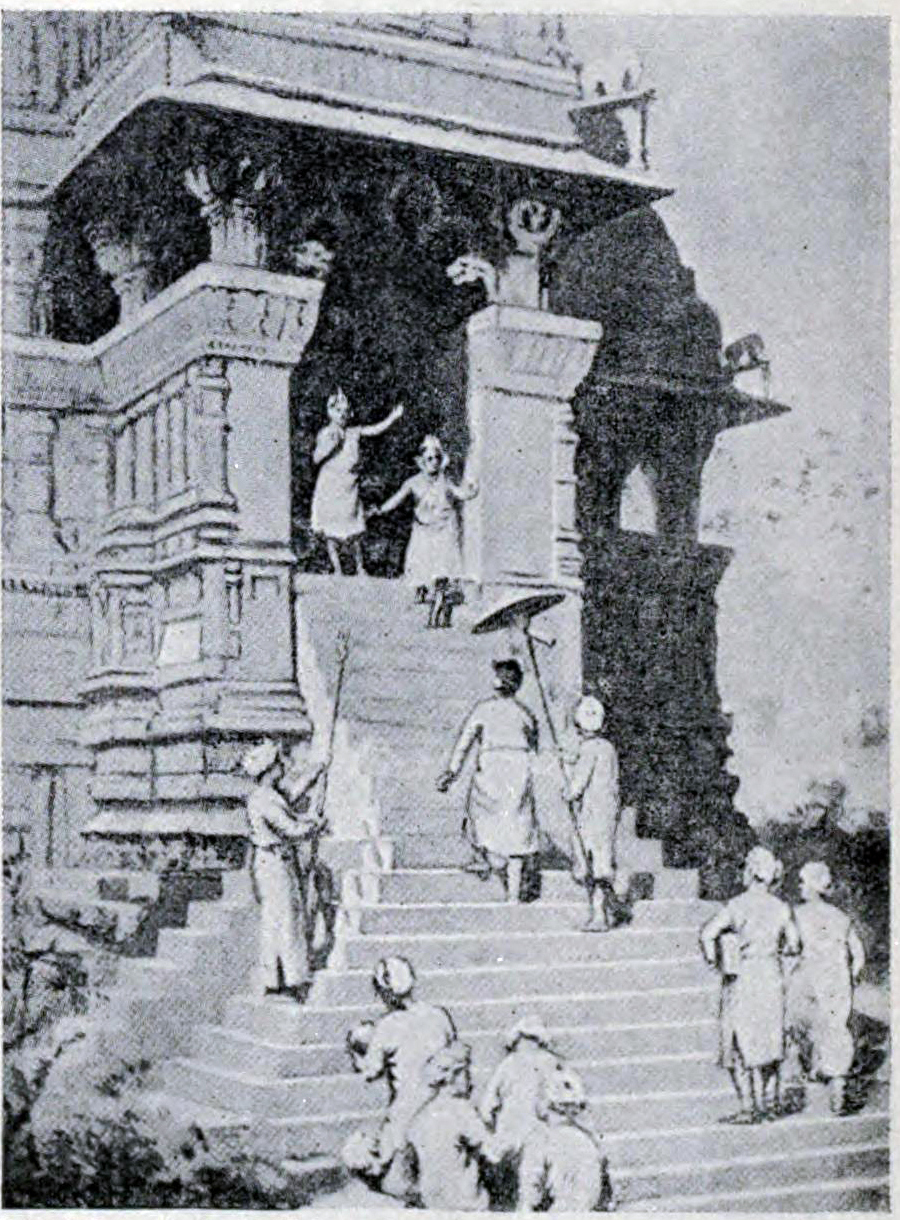
La imaginació d'un artista del segle XX mostran a Kirtivarman Chandela visitant un temple de Khajuraho

Pel final del regnat de Vidyadhara les invasions gaznèvides havien debilitat el regne Chandela. Aprofitant això, el rei Kalachuri Gangeyadeva va conquerir les parts orientals del regne. Les inscripcions Chandela suggereixen que el successor de Vidyadhara, Vijayapala (rei 1035-1050) va derrotar Gangeyadeva en una batalla. Tanmateix, el poder Chandela va començar declinar durant el regnat de Vijayapala regnat. Els Kachchhapaghates de Gwalior probablement van abandonar la seva lleialtat als Chandeles durant aquest període.
El fill gran de Vijayapala, Devavavarman, fou subjugat pel fill de Gangeyadeva, Lakshmi-Karna. El seu germà més jove, Kirttivarman, va restaurar el poder Chandela al derrotar a Lakshmi-Karna. El fill de Kirtivarman, Sallakshanavarman, va aconseguir èxits militars contra els Paramares i els Kalachuris, possiblement fent incursions als seus territoris. Una inscripció a Mau suggereix que també va fer campanyes exitoses a la regió d'Antarvedi (el Doab del Ganges-Yamuna). El seu fill Jayavarman era de temperament religiós i va abdicar el tron després de cansar-se de governar.
Jayavarman sembla que va morir sense hereu i va ser succeït pel seu oncle Prithvivarman, el fill més jove de Kirttivarman. Les inscripcions Chandeles no li adscriuen cap èxit militar; sembla que es va concentrar en mantenir l'existent territori Chandela sense adoptar una política expansionista agressiva.

### Ressorgiment
Pel temps del fill de Prithvivarman, Madanavarman (rei 1128–1165), els regnes veïns dels Kalachuris i Paramares havien estat debilitats per invasions d'enemics. Aprofitant aquesta situació, Madanavarman va derrotar el rei Kalachuri Gaya-Karna, i possiblement va annexionar la part del nord de la regió de Baghelkhand. Tanmateix els Chandeles van perdre aquest territori davant el successor de Gaya-Karna, Narasimha.[37] Madanavarman també va capturar el territori occidental del domini Paramara al voltant de Bhilsa (Vidisha). Això probablement va passar durant el regnat del rei Paramara Yashovarman o del seu fill Jayavarman. Un cop més, els Chandeles no van poder retenir el territori novament annexionat per gaire temps, i la regió fou reconquerida pel fill de Yashovarman, Lakshmivarman.
Jayasimha Siddharaja, el rei Txalukya de Gujarat, també va envair el territori Paramara, el qual estava situat entre els regnes dels Chandeles i els Chalukya (Solankis). Això el va portar a un conflicte amb Madanavarman. El resultat d'aquest conflicte sembla que no fou decisiu, ja que rècords de les dues parts reclamen la victòria. Una inscripció a Kalanjara suggereix que Madanavarman va derrotar a Jayasimha. D'altra banda, les diverses cròniques de Gujarat reclamen que Jayasimha o va vèncer a Madanavarman o li va cobrar tribut. Madanavarman va mantenir relacions amistoses amb els seus veïns del nord, el Gahadavales.
El fill de Madanavarman, Yashovarman II devia governar per un temps molt curt. El net de Madanavarman, Paramardideva fou el darrer rei Chandela poderós.

### Decadència final
Paramardideva (rei 1165-1203) va ascendir jove al tron Chandela a una edat jove. Mentre els anys primers del seu regnat foren pacífics, al voltant de 1182-1183, el governant Chahamana Prithviraj Chauhan va envair el regne Chandela. Segons les balades llegendàries medievals, l'exèrcit de Prithviraj es va perdre després d'un atac de sorpresa de forces turques, i sense saber on eren van acampar a la vora de la capital Chandela de Mahoba. Això va portar a un conflicte breu entre els Chandeles i els Chauhans o Chahamanes, abans que Prithviraj va tornar a Delhi. Un temps més tard, Prithviraj va envair el regne Chandela i va saquejar Mahoba. Paramardideva amb covardia, es va refugiar al fort de Kalanjara. Les forces Chandeles dirigides per Alha, Udal i altres generals, van ser derrotades en la batalla. Segons diversos relats poètics, Paramardideva es va suïcidar per vergonya, però segons altres es va retirar a Gaya.
L'atac de Prithviraj Chauhan a Mahoba és corroborat per la seva inscripció en pedra a Madanpur. Tanmateix, hi ha diversos casos d'inexactituds històriques en les llegendes poètiques. Per exemple, és sabut que Paramardideva no es va retirar o va morir immediatament després de la vctòria Chauhan sinó que va restaurar el poder Chandela, i va governat com a sobirà fins que al voltant de 1202-1203 el sultanat de Delhi va envair el regne Chandela. Segons el Taj-ul-Maasir, una crònica del sultanat de Delhi, Paramardideva es va rendir al sultà de Delhi. Va prometre tribut al Sultà, però va morir abans de poder complir la promesa. El seu diwan va oferir alguna resistència a les forces invasores, però finalment fou sotmès. L'historiador de segle xvi, Firishta, declara que Paramardideva fou assassinat pel seu propi ministre, qui va discrepar de la decisió de rendir-se a les forces del rei de Delhi.
El poder Chandela no es va recuperar plenament de la seva derrota contra Delhi. Paramardideva va ser succeït per Trailokyavarman, Viravarman i Bhojavarman. El governant següent, Hammiravarman (rei 1288-1311) no va utilitzar el títol imperial Maharajadhiraja, el qual indica que el rei Chandela tenia un estatus més baix en el seu temps. El poder Chandela va continuar declinant a causa de l'augment de la influència musulmana, així com l'augment d'altres dinasties locals, com els Bundeles, el Bagheles i el Khangars.
Hammiravarman va ser succeït per Viravarman II, els títols del qual no indiquen un estatus polític elevat. Una branca menor de la família va continuar governant a Kalanjara o Kalinjar: el seu governant va ser liquidat per l'exèrcit de Sher Shah Suri el 1545. Una altra branca menor governava a Mahoba: una de les seves princeses es va casar amb un membre de la família reial Gond de Mandla. Alguns altres famílies governantes també van reclamar descedència Chandela: els rages Bilaspur (Kahlur) i Nalagarh (inicialment un sol estat); els zamindaris d'Agori Barhar, Ajabpur, Gidhaur i Sahaspur; els zaildaris de Ghund, Madhan i Theog: i el jagir de Ramgarh.

## Art i arquitectura
El Chandelas són coneguts pel seu art i arquitectura. Van fer construir un nombre de temples, dipòsits d'aigua, palaus i forts a diversos llocs. L'exemple més famós de les seves consecucions culturals són els temples hindús i jains a Khajuraho. Tres altres fortaleses importants Chandeles foren Jayapura-Durga (modern Ajaigarh), Kalanjara (modern Kalinjar) i Mahotsava-Nagara (modern Mahoba).

Arquitectura Chandela
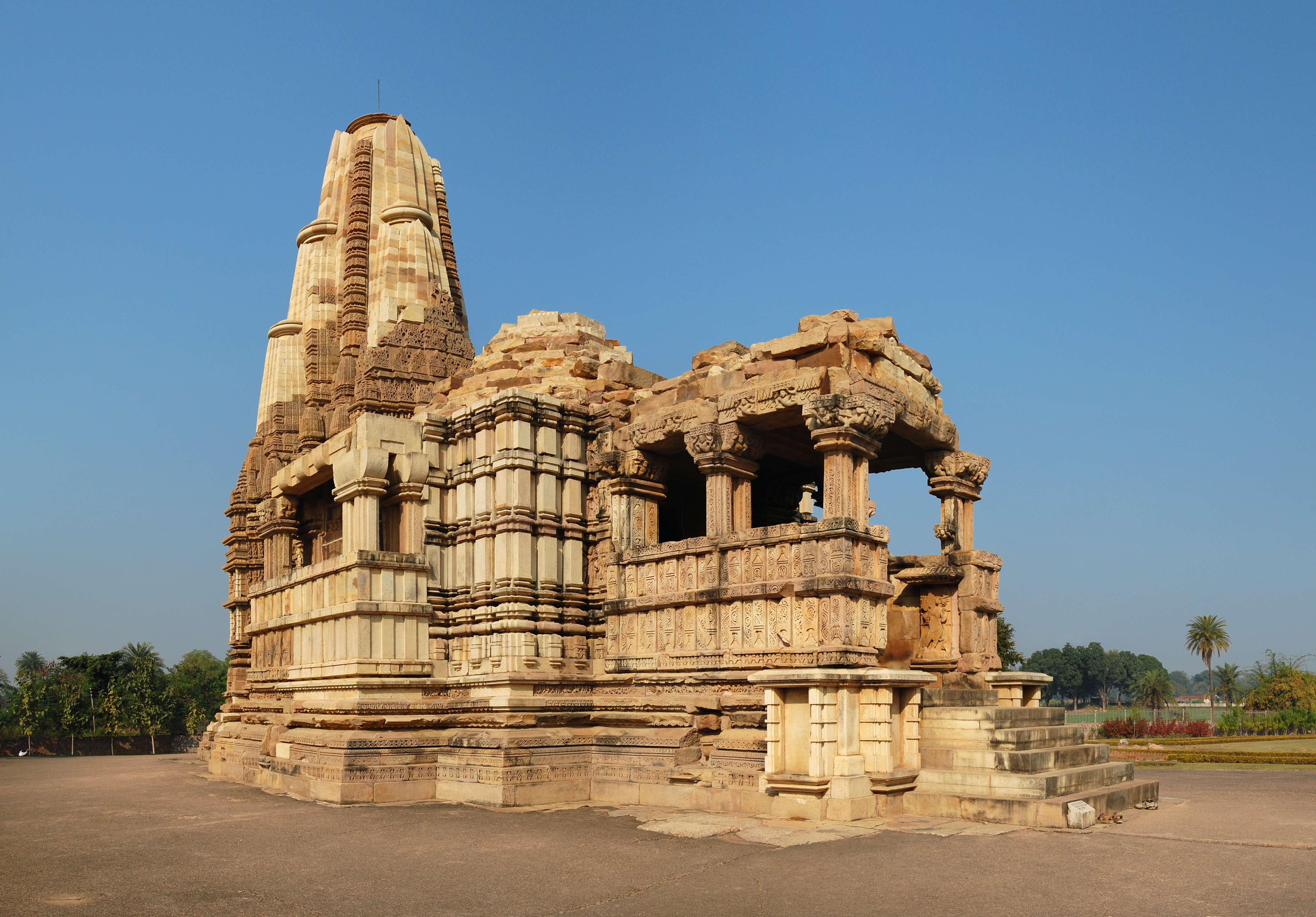
Temple Dulhadeo, Khajuraho
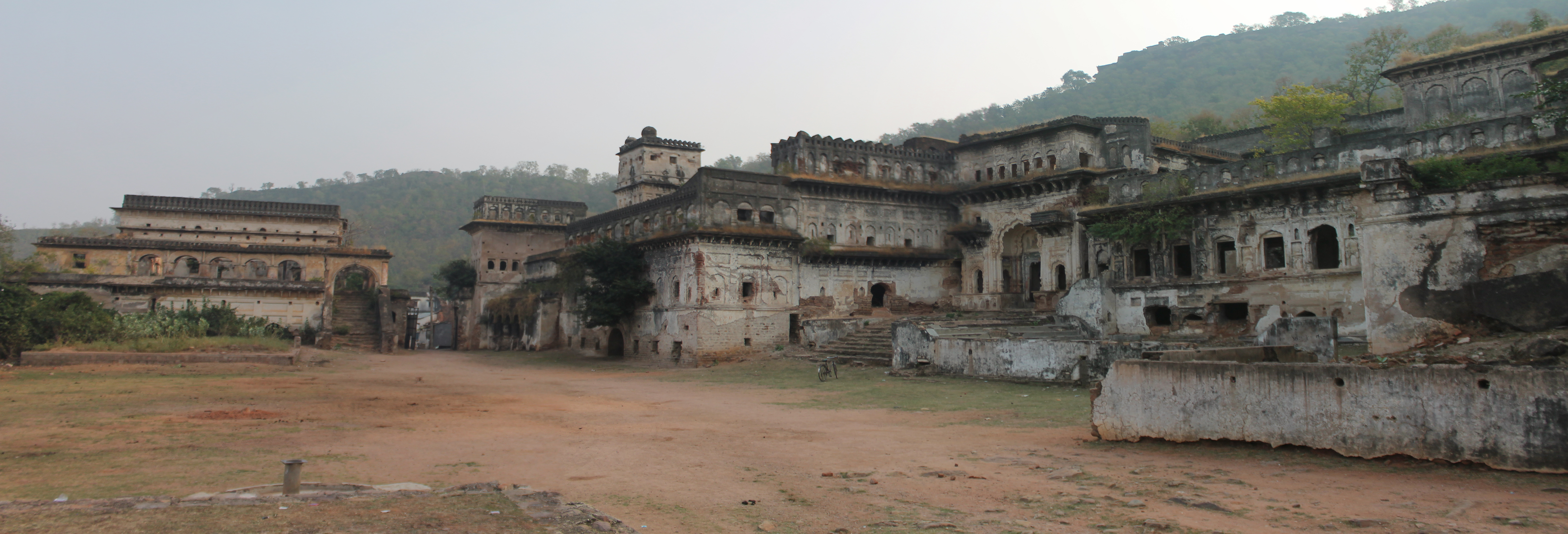
Ajaigarh, Palau
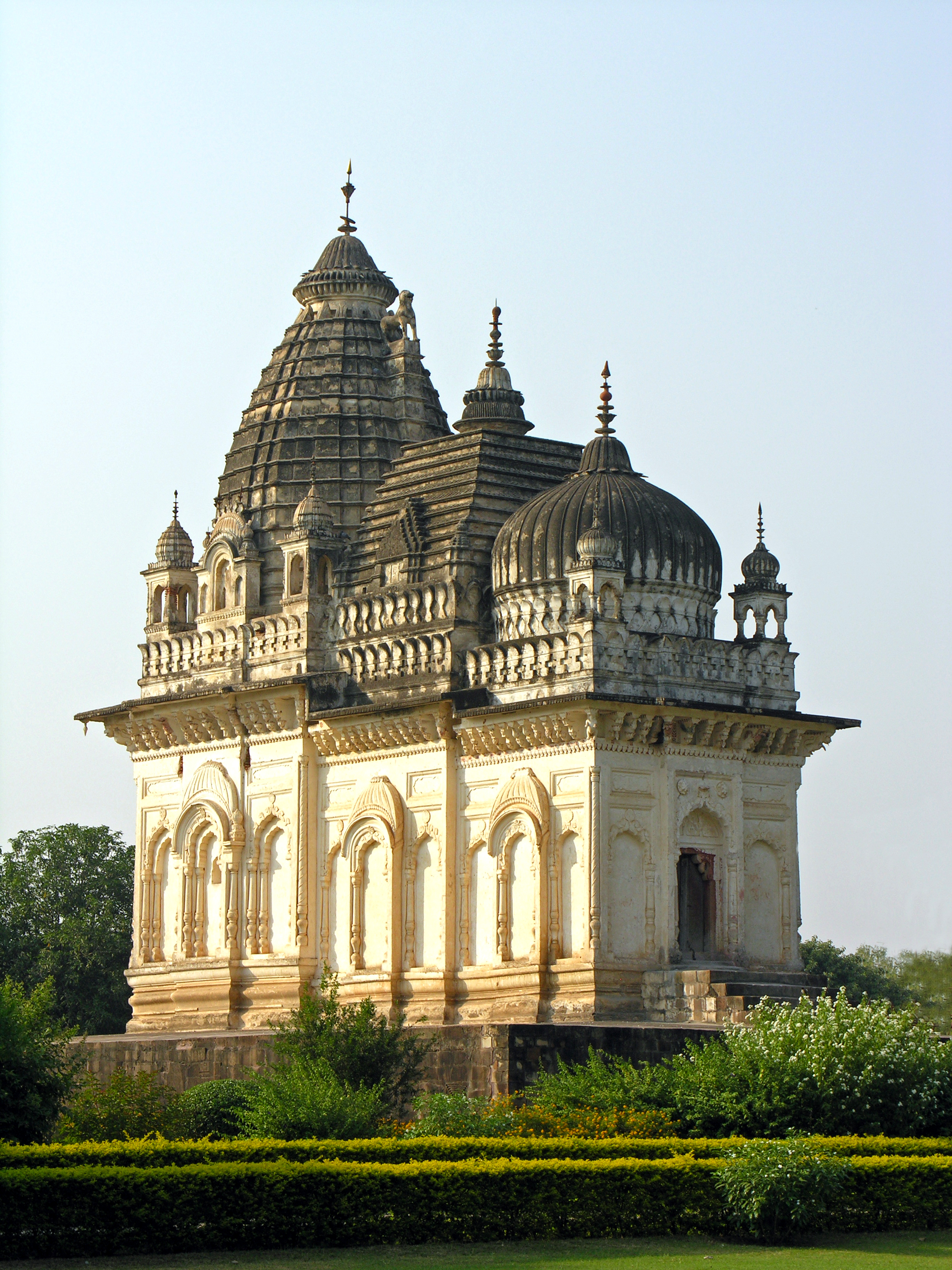
Temple Pratapeshvara, Khajuraho
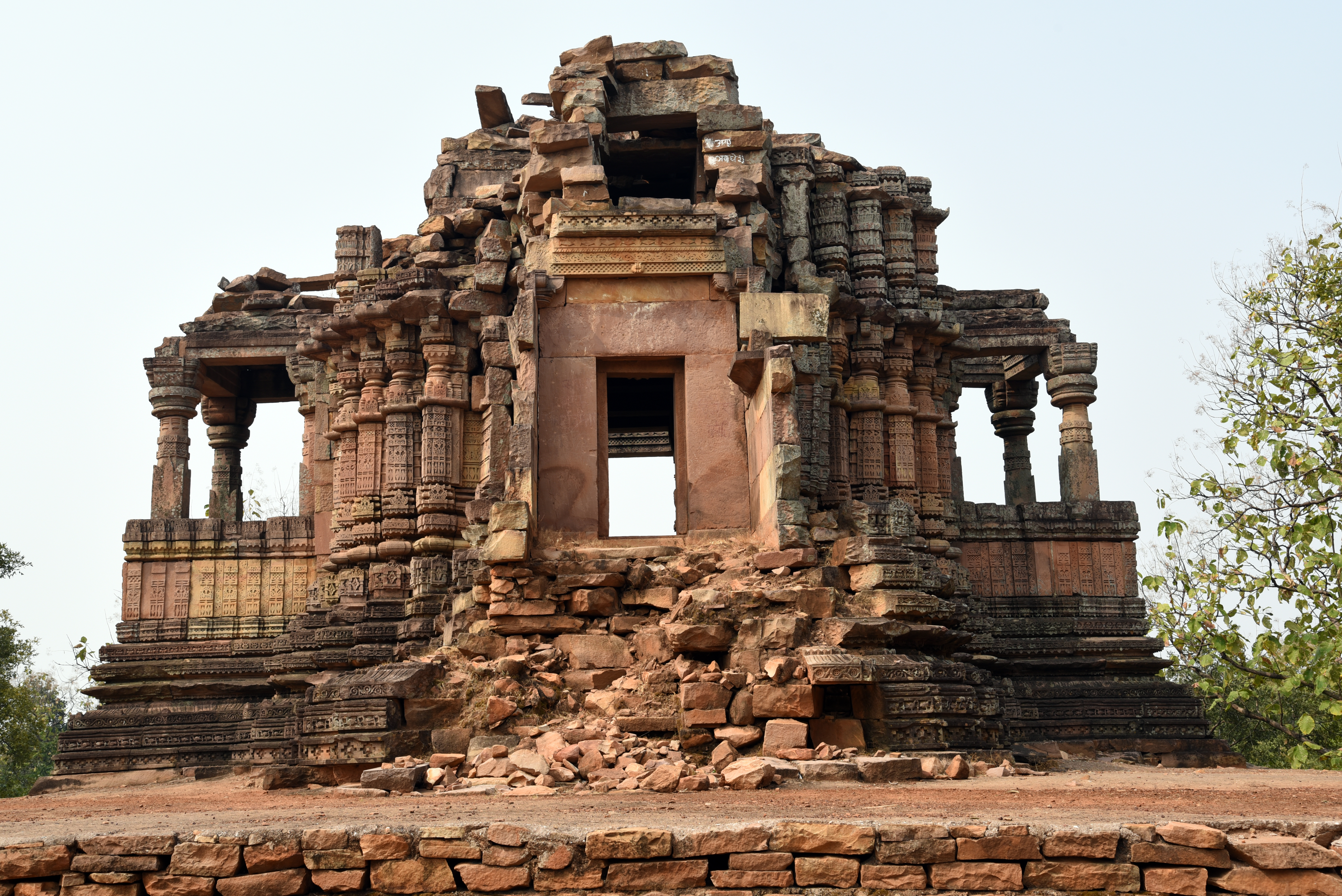
Ajaigarh, Temple
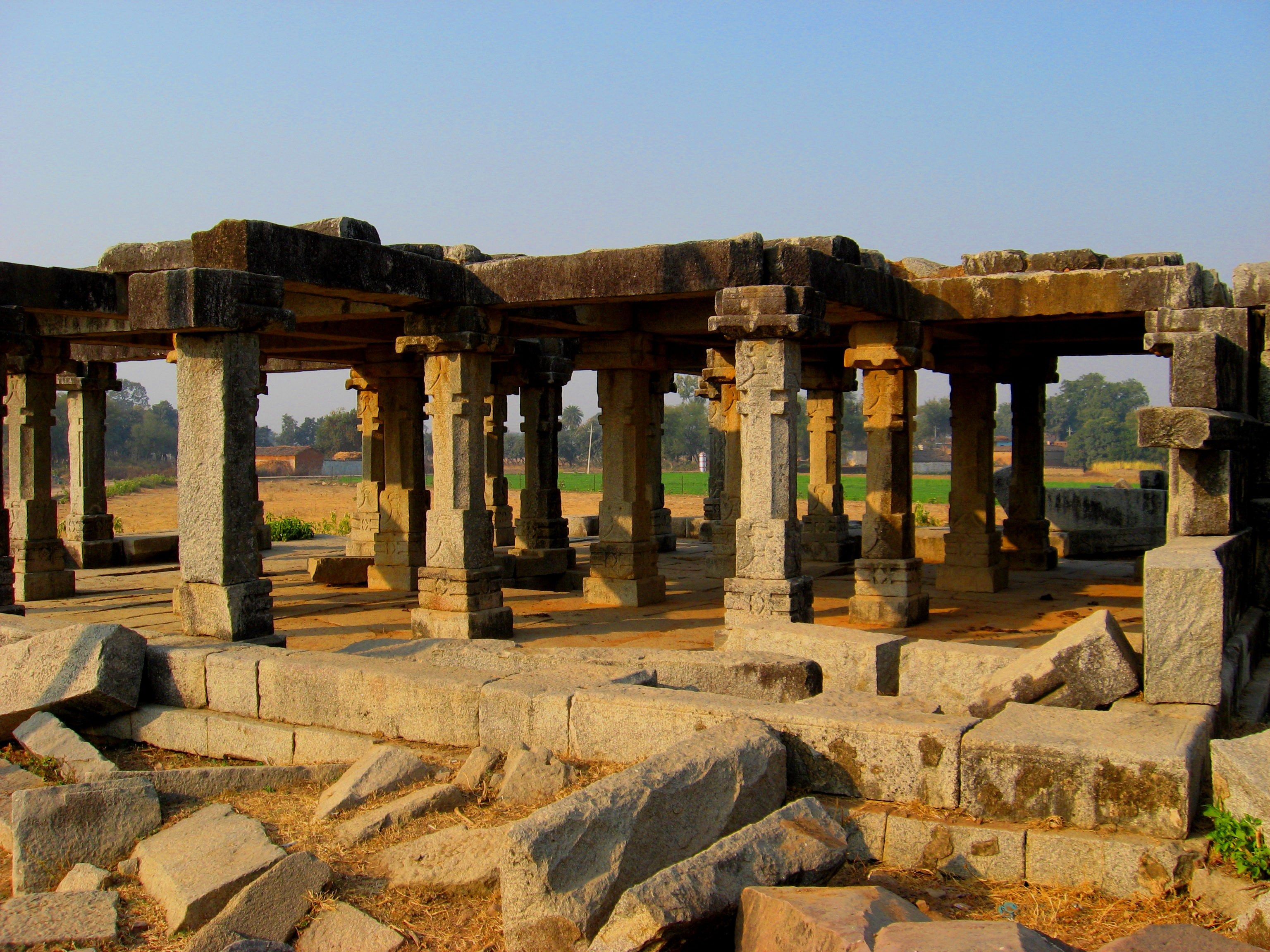
Una yajna mandapa a Kulpahar

Altres llocs menors Chandeles inclouen Chandpur, Deogarh, Dudahi, Kakadeo i Madanpur.

Escultúres Chandeles
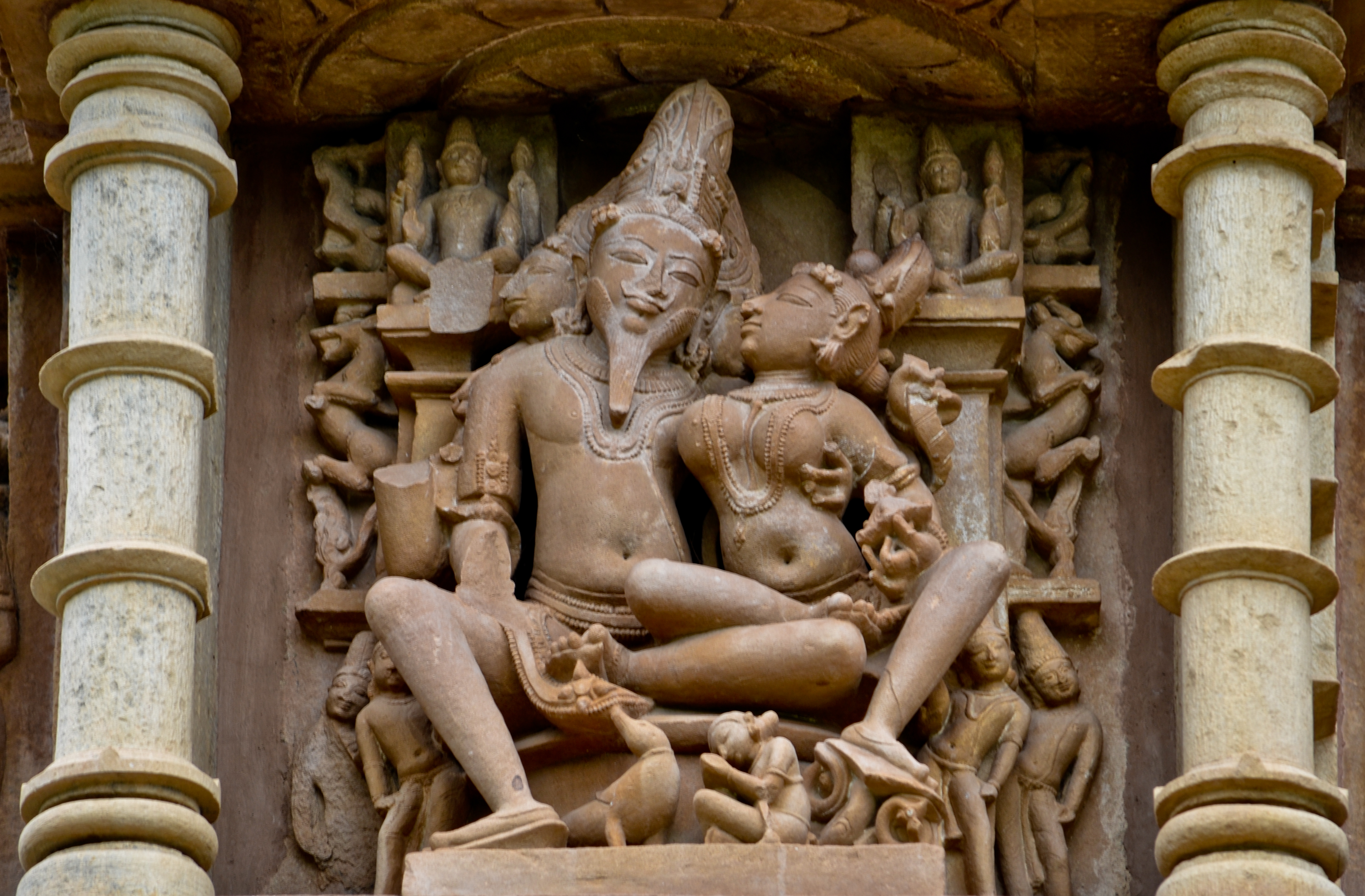
Brahma I el seu consort, Khajuraho
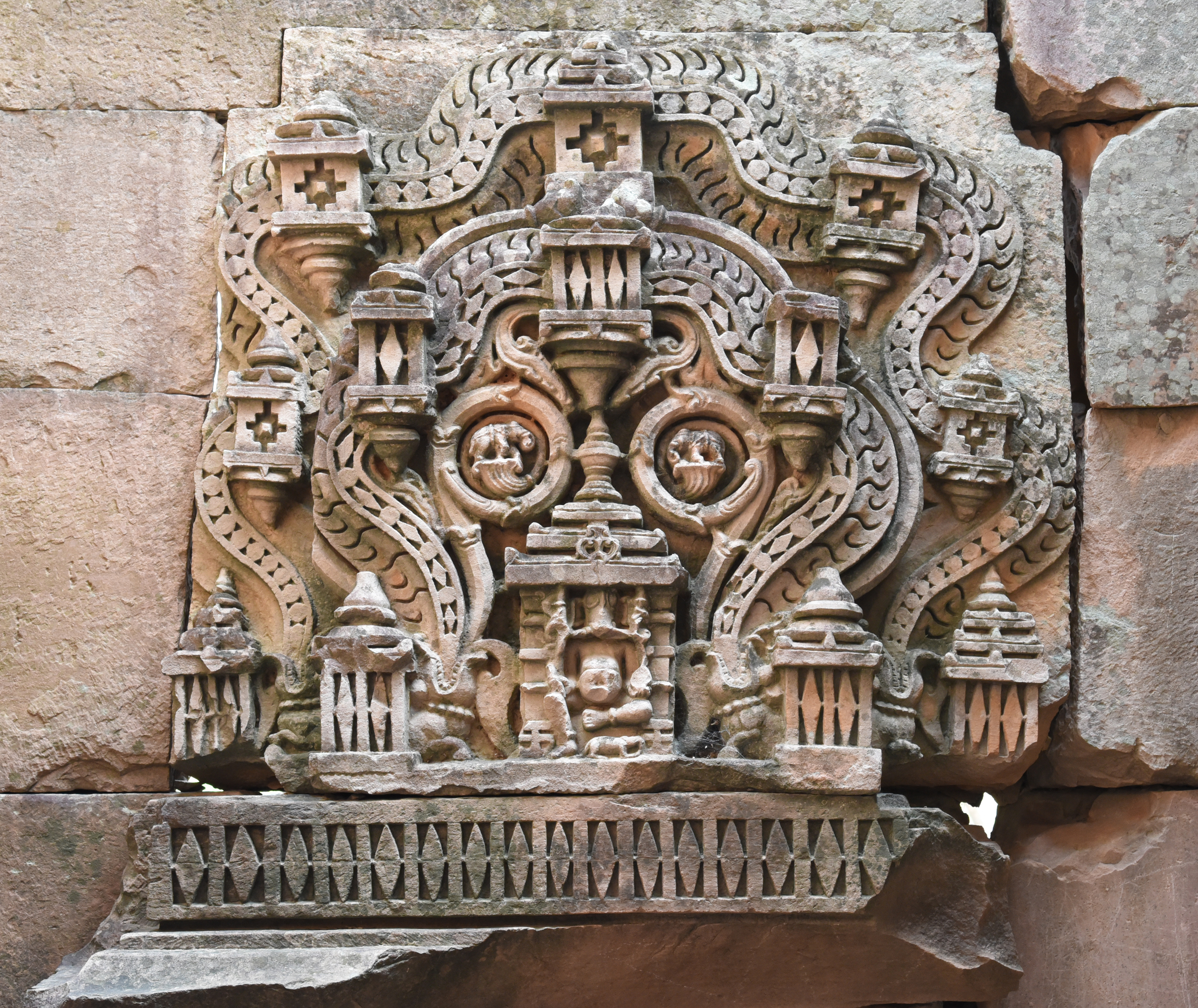
Pedra gravada, Ajaigarh
tirthankares i saravastis jainistes, Ajaigarh
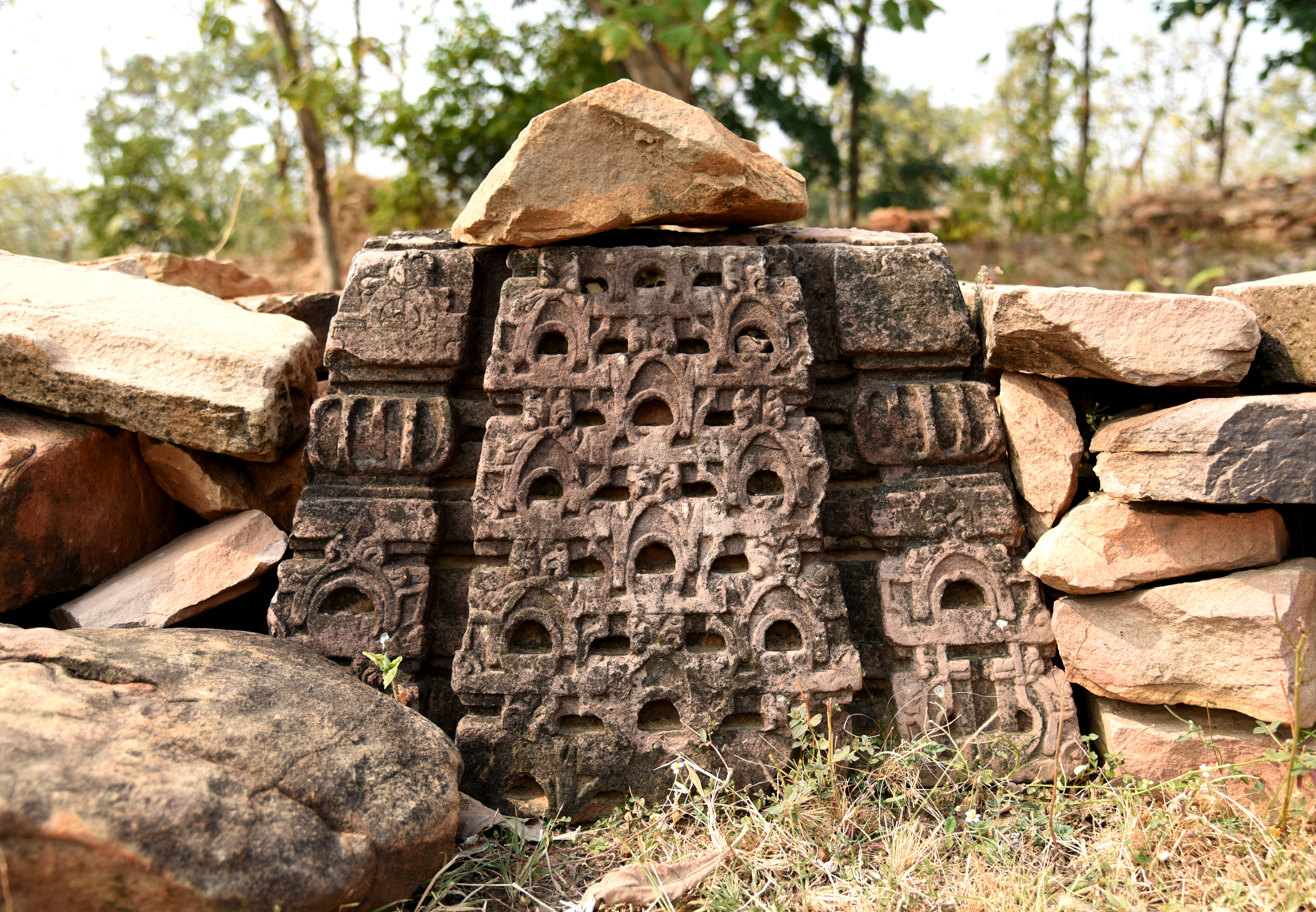
cels jains, Ajaigarh
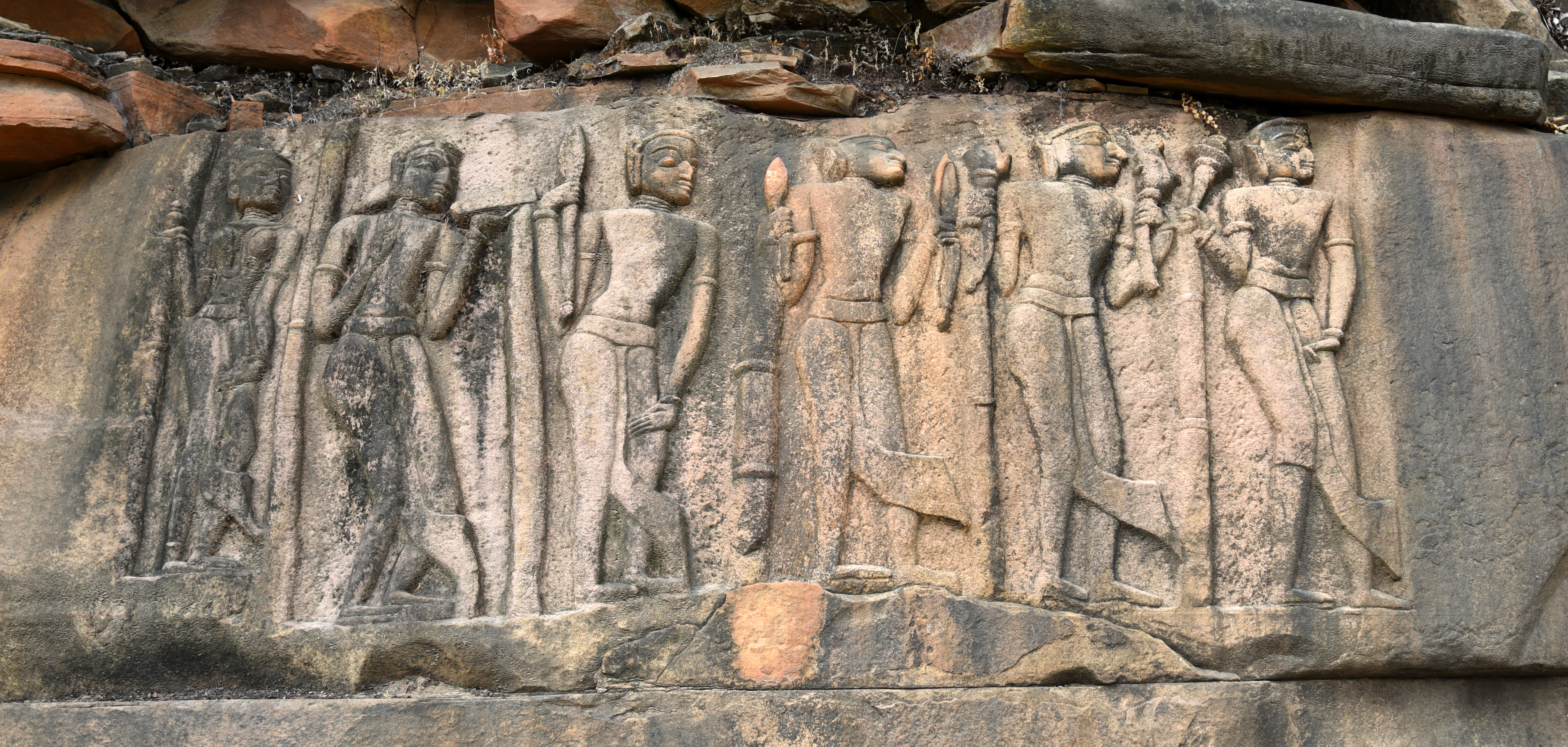
shramanes jains, Ajaigarh
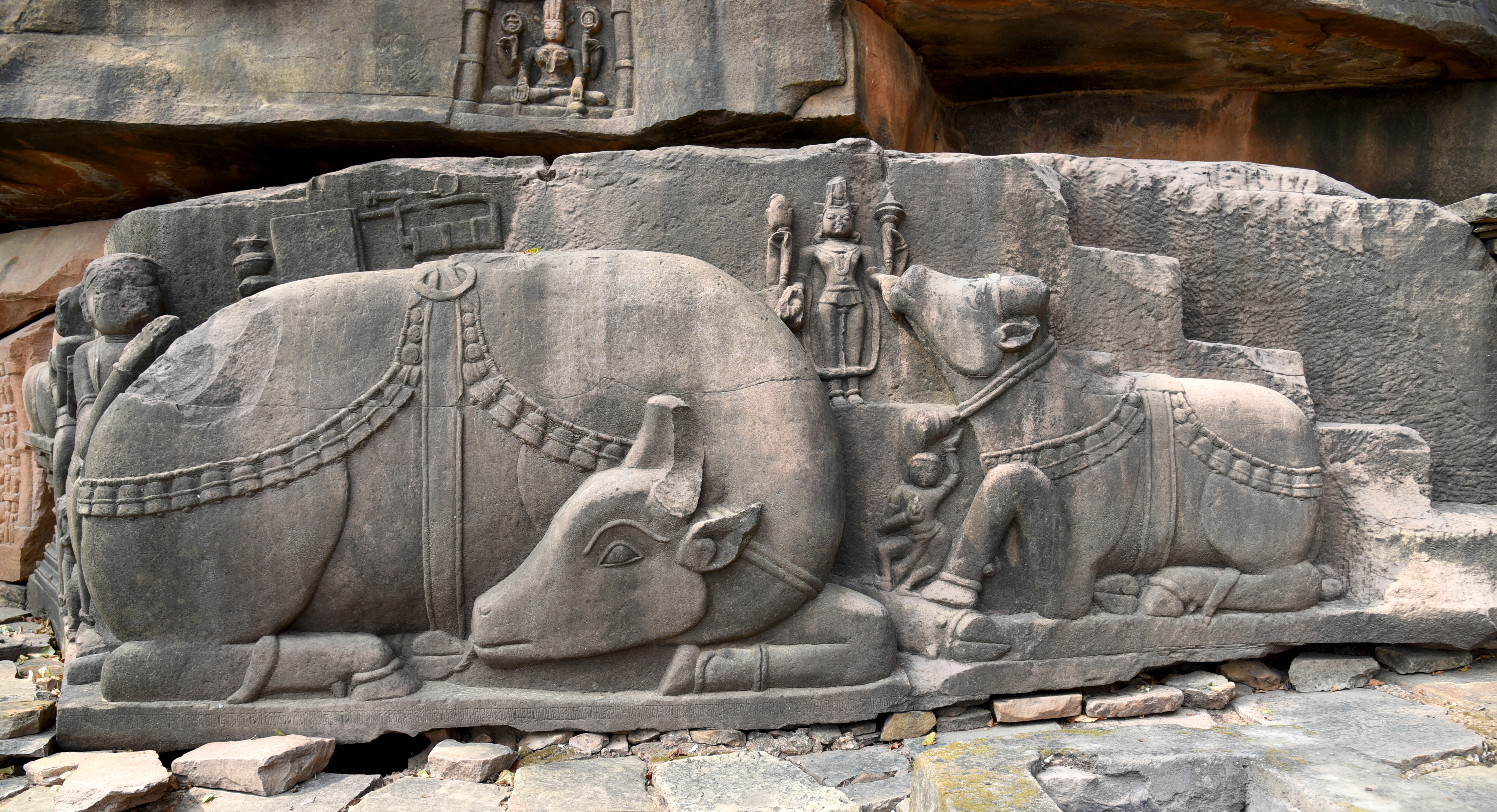
Bestiar amb signe de tresor, Ajaigarh
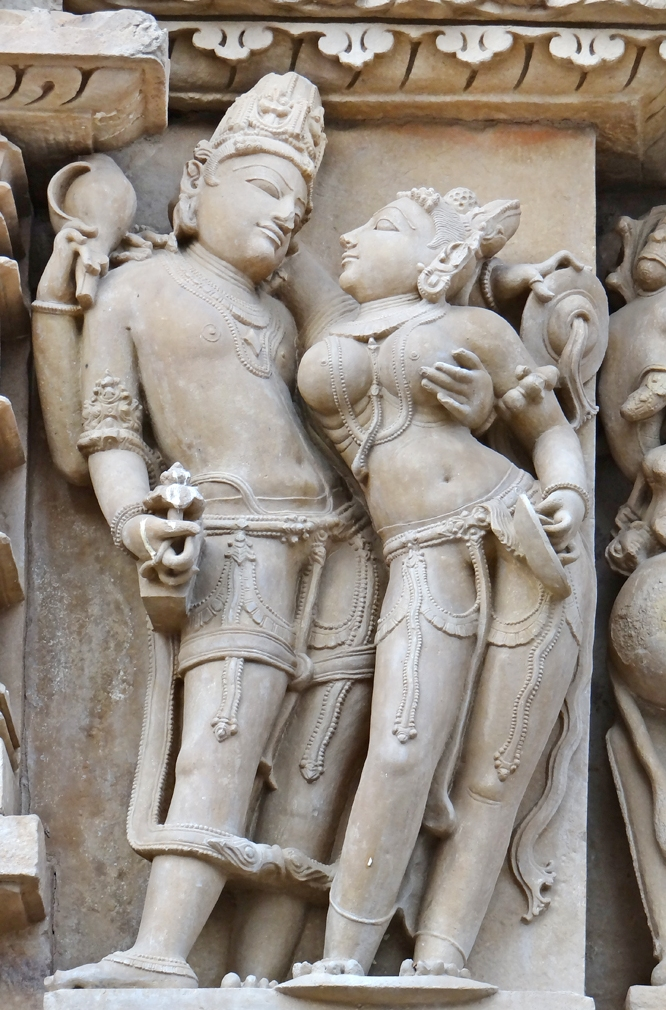
Parella fent l'amor, Khajuraho
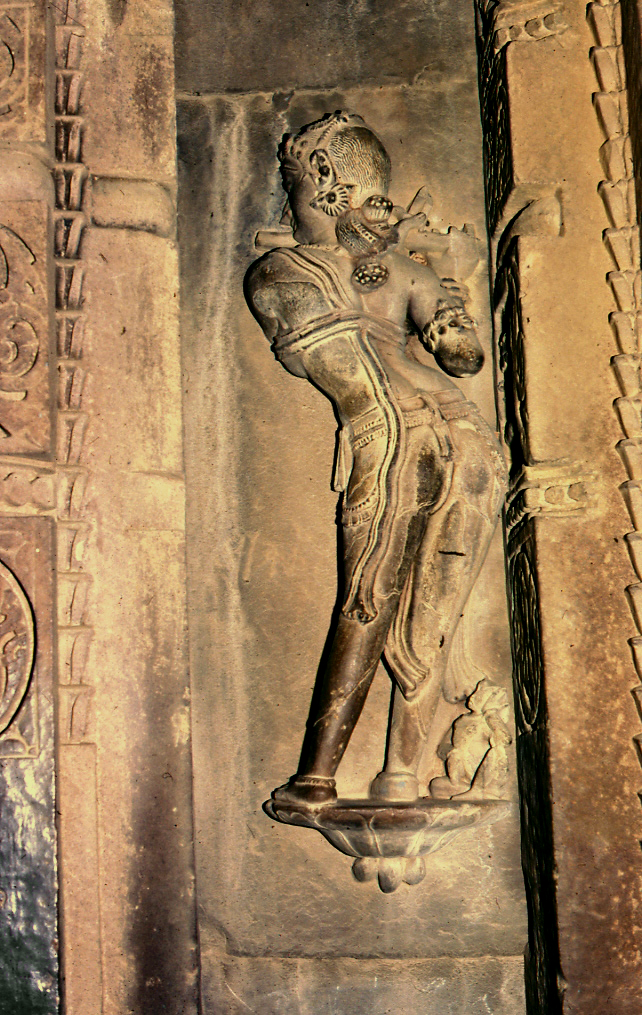
Apsara Surasundari, Khajuraho
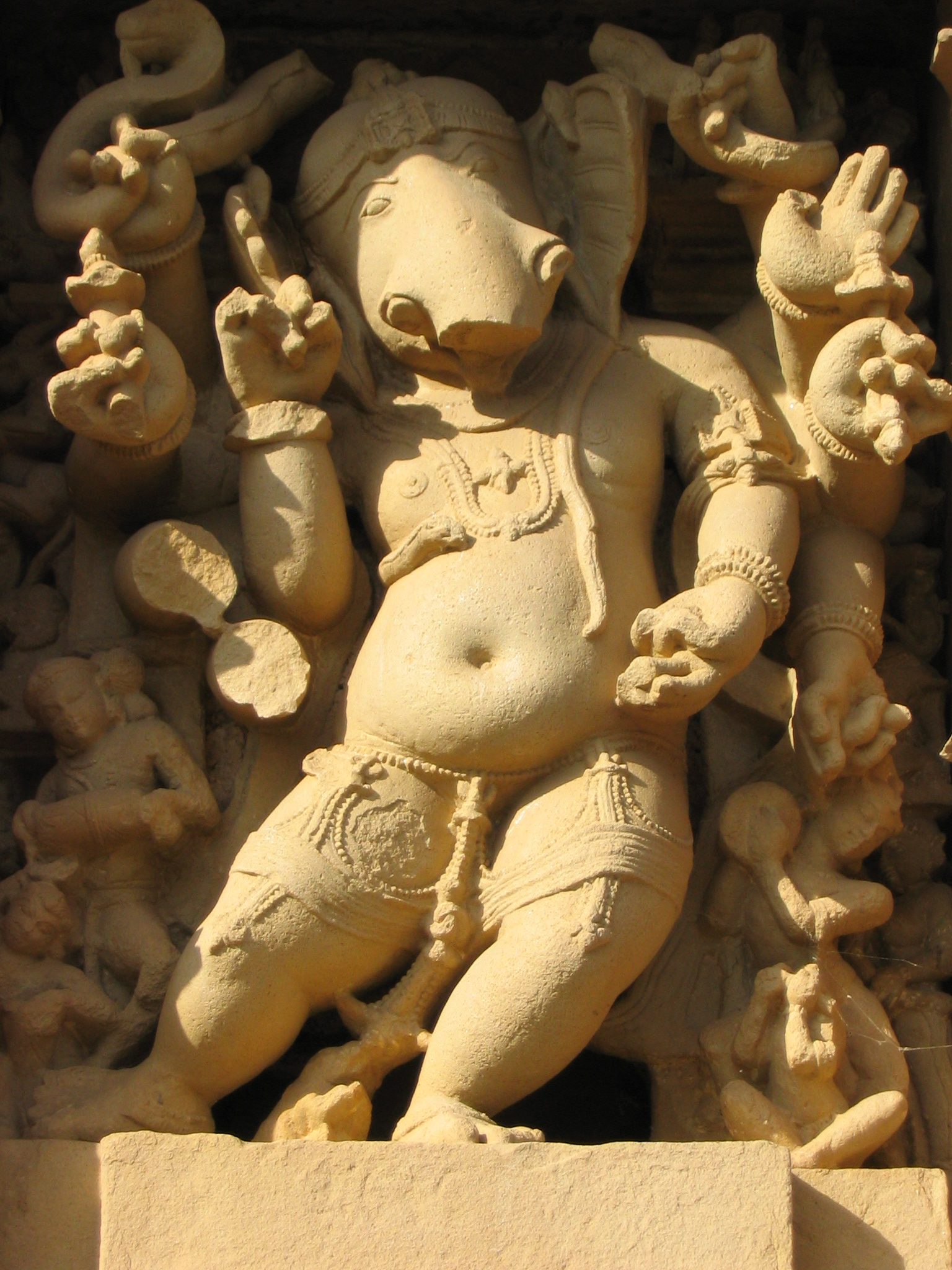
Ganesha ballant, Khajuraho
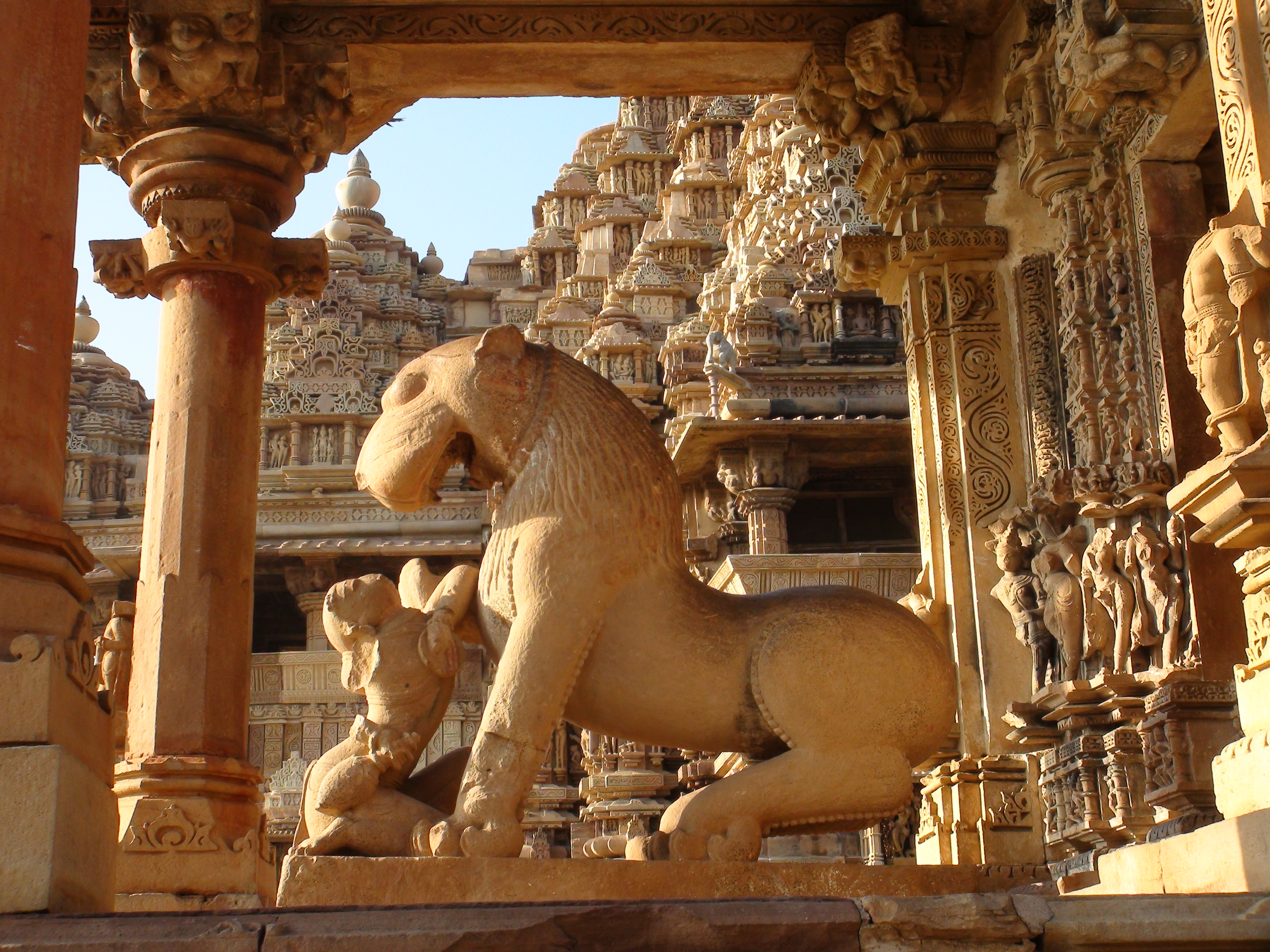
Surasundari i vyala, Khajuraho
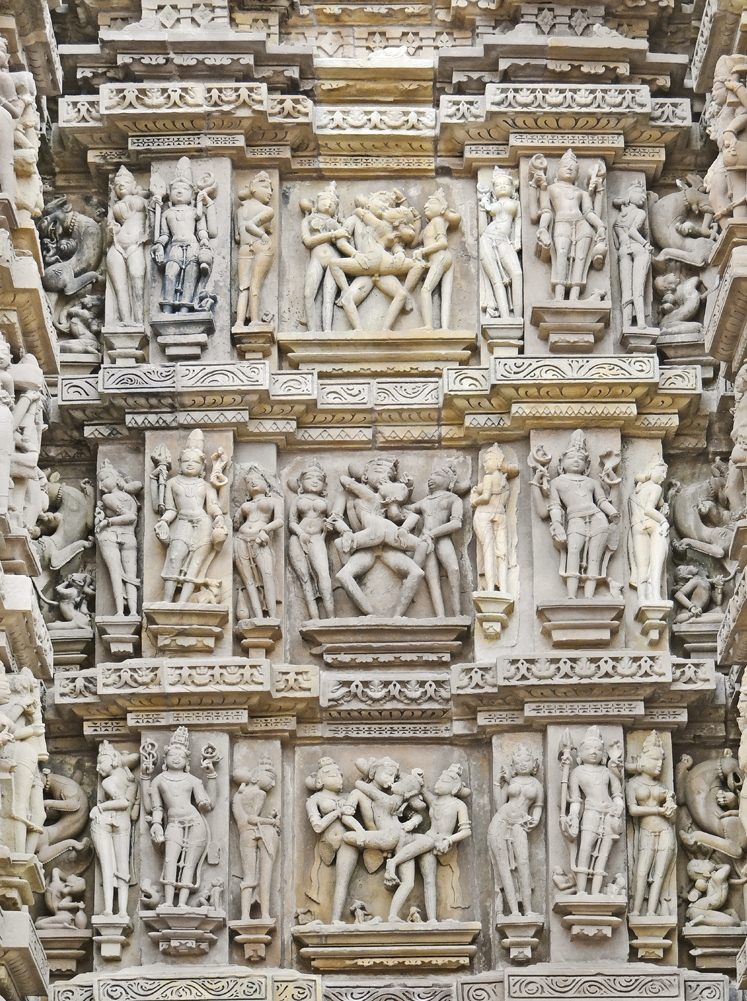
Gravats del Temple Kandariya Mahadeva
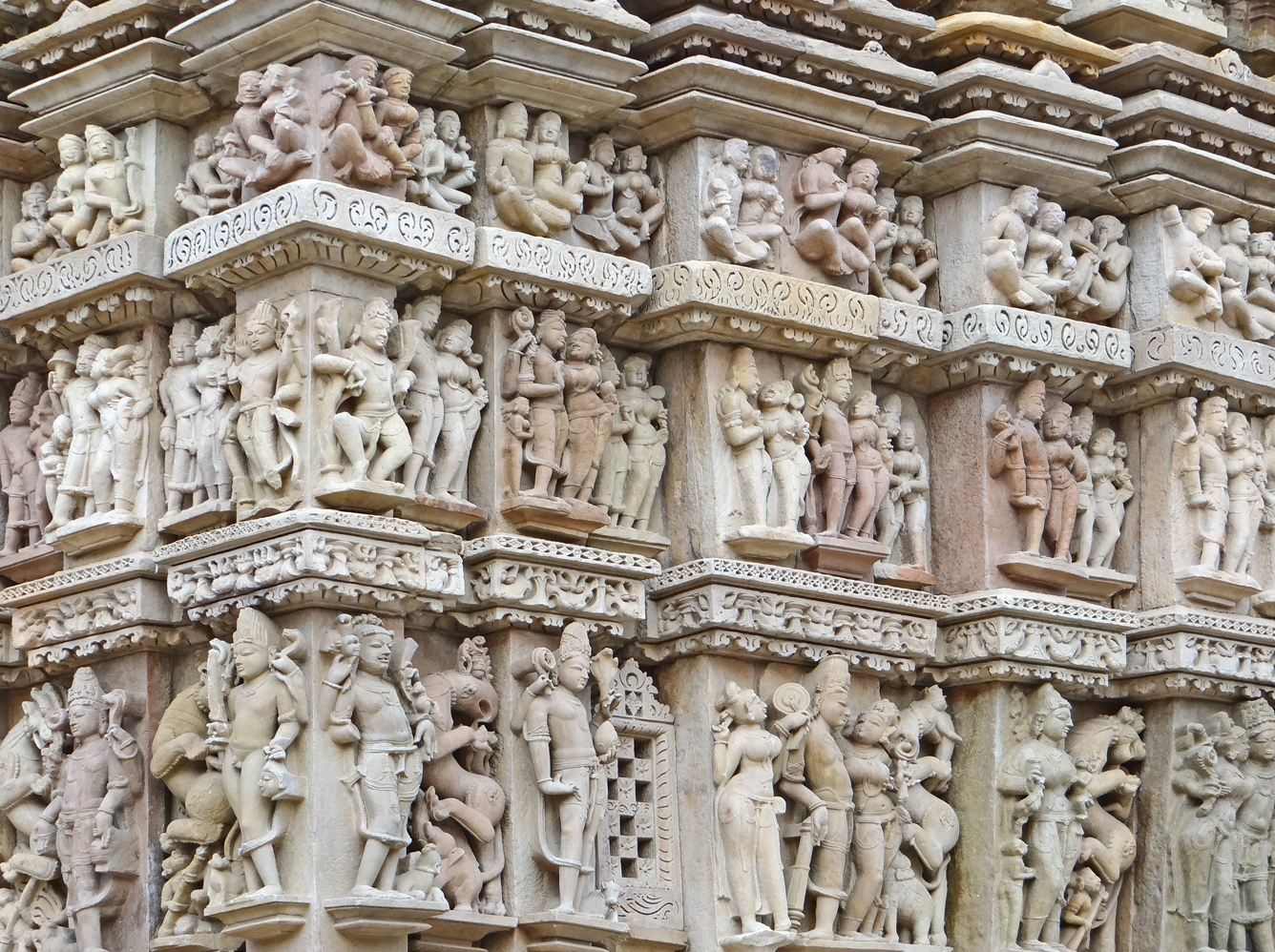
Grabats del temple Parshvanatha
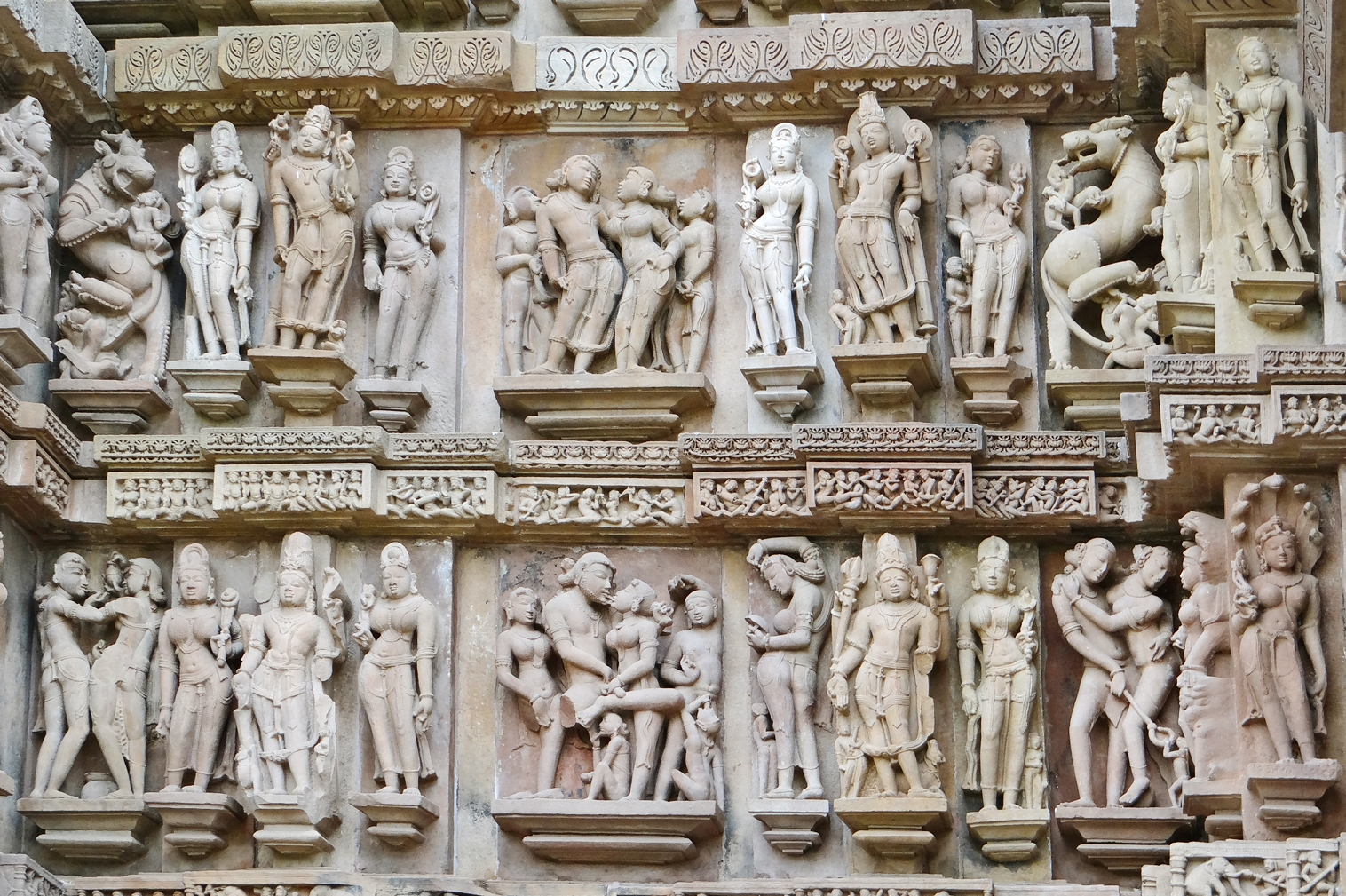
Gravats del temple de Lakshmana

## Llista de governants
Basat en rècords epigràfics els historiadors han confeccionat la llista següent de governants Chandeles de Jejākabhukti:
- Nannuka, vers 831-845
- Vakpati (Vākpati), vers 845-865
- Jayashakti (Jayaśakti) I Vijayashakti (Vijayaśakti), vers 865-885
- Rahila (Rāhila), vers 885-905
- Shri Harsha (Śri HarśUn), vers 905-925
- Yasho-Varman (Yaśovarman), vers 925-950
- Dhanga-Deva (Dhaṅgadeva), vers 950-999
- Ganda-Deva (Gaṇḍadeva), vers 999-1002
- Vidyadhara (Vidyādhara), vers 1003-1035
- Vijaya-Pala (Vijayapāla), vers 1035-1050
- Deva-Varman, vers 1050-1060
- Kirtti-Varman (Kīrtivarman), vers 1060-1100
- Sallakshana-Varman (SallakṣUnṇavarman), vers 1100-1110
- Jaya-Varman, vers 1110-1120
- Prithvi-Varman (Pṛthvīvarman), vers 1120-1128
- Madana-Varman, vers 1128-1165
- Yasho-Varman II (vers 1164-65); no va arribar a governar o va governar un temps molt curt
- Paramardi-Deva, vers 1165-1203
- Trailokya-Varman, vers 1203-1245
- Vira-Varman (Vīravarman), vers 1245-1285
- Bhoja-Varman, vers 1285-1288
- Hammira-Varman (Hammīravarman), vers 1288-1311
- Vira-Varman II (un governant obscur amb títols inferiors, testificat per una única inscripció de 1315[48]